# Szamil Omarow
Szamil Magomiedowicz Omarow (ros. Шамиль Магомедович Омаров, ur. 28 września 1936 w Dagestanie) – rosyjski naukowiec specjalizujący się w apiterapii, doktor nauk medycznych, honorowy profesor Uniwersytetu Medycznego w Dagestanie (2013), Akademik Państwowej Akademii Nauk Dagestanu.
Studiował na Uniwersytecie Medycznym w Dagestanie, który ukończył w 1961. Pracę doktorską obronił w 1980.
Od 1988 Kierownik Katedry farmakologii na swojej alma mater.
Jest autorem więcej niż 400 prac naukowych.
W 2012 roku został odznaczony państwową nagrodą imienia Kravkova Rosyjskiej Akademii Nauk Medycznych.